# Idrisidi
Gli Idrisidi (in arabo الأدارسة‎?, al-Adārisa; in berbero: ⵉⴷⵔⵉⵙⵉⵢⵏ, Idrisiyen) furono la prima dinastia arabo-berbera del Maghreb al-Aqsa (attuale Marocco), governando dal 788 al 985.
La dinastia deriva il suo nome dal suo primo sultano, Idris I.

## Storia
Il fondatore della dinastia fu lo zaydita Idrīs b. ʿAbd Allāh (788-791) che faceva risalire le sue origini ad ʿAlī ibn Abī Ṭālib e sua moglie Fātima, figlia del profeta Maometto.  Venne perseguitato dagli Abbasidi e, dopo il massacro di Fakhkh, fuggì nel Maghreb nel 786, dove fu accolto dai Berberi. Fino alla sommossa di Maysara al-Matghari contro la dominazione araba (739-742), l'autorità del califfato in Maghreb fu compromessa; il nuovo regno di Idris I rappresentò il primo Stato islamico autonomo del Marocco.

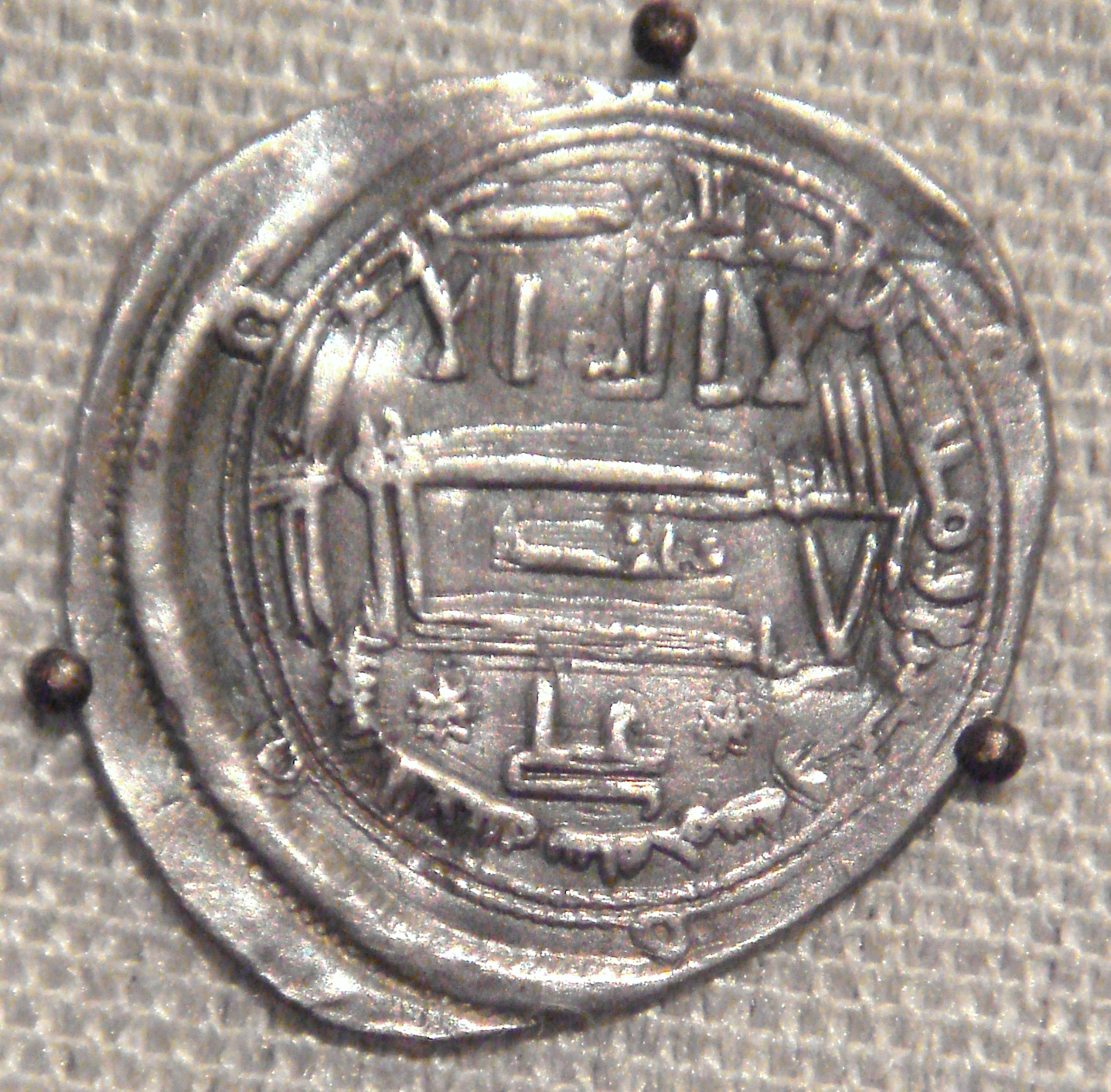
Dirham d'argento battuto ad al-Aliya nell'840

Suo figlio Idris II (791-828) sviluppò l'area del Fès, già colonizzata da suo padre, e la trasformò nella capitale del suo Sultanato. Con l'insediarsi di rifugiati da Qayrawan e da al-Andalus, la città velocemente divenne il centro dell'islamizzazione e dell'arabizzazione del Nordafrica. Circa nello stesso periodo, venne costruita la capitale estiva di Basra.
Il dominio fu anche esteso attraverso campagne nella catena montuosa dell'Atlante e contro Tlemcen, con il risultato che lo Stato idriside divenne il potere più significativo del Marocco, davanti ai principati dei Banu Barghawata, dei Salihidi, della tribù dei Miknasa e dei Maghrawa.
Sotto Muhammad (828-836) il sultanato venne diviso fra i sette fratelli, che formarono diversi staterelli nel nord del Marocco. Ciò portò a intensi scontri e all'indebolimento della dinastia idriside. Anche quando il regno si riunificò sotto Yaḥyā IV (904-917), perse ancora importanza per i conflitti interni e gli attacchi della dinastia dei Fatimidi, coadiuvati dai loro alleati locali della tribù berbera dei Miknasa.
Dopo le sconfitte subite dai Fatimidi, nel 917-920 gli Idrisidi furono cacciati da Fez e il controllo del territorio passò in mano ai Miknasa.
al-Ḥasan al-Ḥajām riuscì a recuperare il controllo di Fez per un paio di anni, ma fu l'ultimo della sua dinastia a detenere il potere in questo territorio.
Solo con il sostegno del Califfato di Cordova, la dinastia poté successivamente trionfare contro i Fatimidi e i loro alleati. Dopo il 926, gli Idrisidi abbandonarono i Fez e si ritirarono nelle valli della montagne del Rif, dove possedevano la roccaforte di Ḥajar al-Naṣr. Per certi versi, furono anche protetti dalla riluttanza degli anziani tribù a cacciare gli shurafāʾ, discendenti della famiglia del profeta Maometto.
L'ultimo idriside fece l'errore di ritirare la sua fedeltà ai Fatimidi. Fu fatto deporre e giustiziare nel 985 dal califfo di Cordova. In Marocco, la dinastia fu seguita dal principato dei Maghrawa.

## Reggenti
- Idris I - (788-791)
- Idris II - (791-828)
- Muhammad ibn Idris - (828-836)
- Ali ibn Muhammad, conosciuto come "ʿAlī I" - (836-848)
- Yahya ibn Muhammad, conosciuto come "Yaḥyā I" - (848-864)
- Yahya ibn Yahya, conosciuto come "Yaḥyā II" - (864-874)
- Ali ibn Umar, conosciuto come "ʿAlī II" - (874-883)
- Yahya ibn al-Qasim, conosciuto come "Yaḥyā III" - (883-904)
- Yahya ibn Idris ibn Umar, conosciuto come "Yaḥyā IV" - (904-917)
- Sovranità dei Fatimidi - (922-925)
- al-Ḥasan al-Ḥajjām - (925-927)
- Sovranità dei Fatimidi - (927-937)
- Al-Qasim Gannun - (937-948)
- Abu l-Aysh Ahmad - (948-954)
- Al-Hasan ibn Gannun, conosciuto come "Ḥasan II" - (954-974) (da non confondere con Hassan II, nato nel 1929)